# إدوارد تولوز
إدوارد تولوز (1865-1947) هو طبيب نفسي فرنسي وصحفي ومدير للمجلة الأدبية ديمين، ولد في مرسيليا في 10 ديسمبر 1865، وتوفي في باريس في 19 يناير 1947.

## الحياة المهنية والوظيفية
عمل تولوز في عدد من الصحف في مرسيليا كناقد درامي في بداية حياته، ثم ترأس عيادة الأمراض العقلية في كلية باريس. في عام 1896 أجرى مسحًا لرجال عبقريين استثنائيين لتحديد الخصائص المشتركة القابلة للتفسير، بعد هذا المشروع تم تعيينه مديرًا لعيادة  في ضاحية فيلجويف في عام 1898.
في عام 1912 أسس مجلة ديمين (Demain) الأدبية النصف شهرية، والتي غطت مجموعة واسعة من الموضوعات. عمل عدد من الشخصيات المهمة في المجلة، بما في ذلك أنطونين أرتو وجان بولهان. أسس رابطة النظافة والوقاية العقلية في ديسمبر 1920.